# Georg Dinges
Georg Dinges (russisch Гео́ргий Ге́нрихович Ди́нгес, Transliteration Georgij Genrichovič Dinges; * 30. November 1891 in Blumenfeld an der Wolga, Nowousenski Ujesd, Gouvernement Samara, Russisches Kaiserreich, heute Zwetotschnoje, Rajon Staraja Poltawka, Oblast Wolgograd; † Juli 1932 in Kolpaschewo, Oblast Tomsk, UdSSR) war ein sowjetischer  Germanist, der sich hauptsächlich der Erforschung der wolgadeutschen Dialekte widmete.

## Leben
Georg Dinges wurde als Sohn des wohlhabenden Landbesitzers Heinrich Dinges geboren. Er studierte in Moskau und schloss sein Studium 1917 ab.
Danach ging er an die Tschernyschewski-Universität Saratow, wo er zunächst Lektor für deutsche Sprache, seit 1921 Dozent für germanische Philologie und ab 1923 Professor am Lehrstuhl für westeuropäische Sprachen und Literaturen war. In dieser Zeit kam er auch mit Wiktor Schirmunski zusammen, dessen Interesse an den russlanddeutschen Dialekten nicht zuletzt auf Dinges zurückgeht.
Dinges beschäftigte sich anfänglich mit dem russischen Einfluss auf die deutschen Wolgadialekte. Das große Werk der Spracherhebung wolgadeutscher Varietäten leistete Dinges – gemeinsam mit seinen Mitarbeitern und seiner Frau Emma (geb. Schlotthauer) – vor allem in den Jahren 1925 bis 1929, als er alle wolgadeutschen Mutterkolonien zum Zwecke von Spracherhebungen abwanderte. Während dieser Zeit unterhielt er auch regelmäßigen Kontakt zur bekannten Marburger dialektologischen Schule in Deutschland, deren Methode der „Übersetzung“ der sogenannten „Wenkersätze“ er übernahm. Dabei handelt es sich um „Testsätze“, vom Begründer des Deutschen Sprachatlas, Georg Wenker, nach linguistischen Kriterien entworfen, die von Gewährsleuten in die örtliche Mundart übersetzt und die in ihnen „versteckten“ sprachlichen Merkmale, die die Unterscheidung zwischen oberdeutschen, mitteldeutschen und niederdeutschen Dialekten möglich machten, anschließend in Karten übertragen.
Die durch das enge Zusammenleben in den russlanddeutschen Sprachinseln hervorgerufene neue Mischung dieser Merkmale, die so in keinem binnendeutschen Dialekt auftrat, war für die Dialektologen in der Sowjetunion wie in Deutschland gleichermaßen von größtem Interesse, ließ sie doch Rückschlüsse zu auf die Mechanismen des Sprachausgleichs, wie er zum Beispiel auch die Hochsprachen und Verkehrsvarietäten in Europa erzeugt hatte. Dieser Erkenntnisgewinn war es, den Viktor Schirmunski im Auge hatte, als er die russlanddeutschen Sprachinseln als ein „großangelegtes sprachgeschichtliches Experiment“ und als ein „sprachwissenschaftliches Laboratorium“ bezeichnete, „in dem wir an der Hand geschichtlicher Zeugnisse in einer kurzen Zeitspanne von 100 bis 150 Jahren Entwicklungen verfolgen können, die sich im Mutterlande in mehreren Jahrhunderten abgespielt haben müssen“ (Schirmunski (1930), S. 113 f.) .
Wegen seiner Beschäftigung mit der deutschen Sprache und Volkskunde in der Sowjetunion sah sich Dinges in den späten zwanziger Jahren zunehmend dem Vorwurf des „Nationalismus“ ausgesetzt, der zu jener Zeit noch verhalten erhoben wurde. Mit dem heraufziehenden Ende der „Korenisazija“, der Bewegung zur Verwurzelung und Stärkung der Nationalitäten und ihrer Sprachen im sowjetischen Vielvölkerstaat, wurden Dinges sein Interesse für die wolgadeutsche Sprache und Kultur und seine Verbindungen nach Deutschland zum Verhängnis. Noch vor dem Beginn der großangelegten Verfolgungen der sogenannten „Nationalisten“ wurde Dinges im Januar 1930 verhaftet, nachdem es zu Auseinandersetzungen um die Einladung reichsdeutscher Sprachwissenschaftler anlässlich der Eröffnung der Deutschen Pädagogischen Hochschule in Engels gekommen war. Verhaftet wurde Dinges unter der Beschuldigung „konterrevolutionärer Aktivitäten“, „nationalistischer Propaganda“ und der Verbindungen zu einem „ausländischen Spionagezentrum“. In den Verhören ging es immer wieder um die Kontakte nach Deutschland, um seinen angeblichen Nationalismus, der etwa in Buchbestellungen aus Deutschland, in Seminaren zur Geschichte der Wolgadeutschen und in Kursen in deutscher Sprache zum Ausdruck gekommen sei, sowie um die Verbindung zu Peter Sinner, der sich ebenfalls mit der deutschen Sprache an der Wolga beschäftigt hatte und noch mehr als Dinges zur Zielscheibe des Nationalismus-Vorwurfs wurde. Obwohl schließlich die Spionagevorwürfe fallengelassen wurden, wurde Dinges dennoch am 1. Februar 1932 auf Beschluss der GPU zu drei Jahren Verbannung in Westsibirien verurteilt. Anklage: „wegen Spionage“. Auch Sinner und Anatolij Konstantinowitsch Synopalow, ein weiterer Dozent der Pädagogischen Hochschule, erhielten dasselbe Strafmaß. Nach zwei Jahren Untersuchungshaft wurde er nach Kolpaschewo im Norden des Tomsker Gebiets verbracht und arbeitete dort einige Zeit als Sanitäter im örtlichen Krankenhaus, wo er sich mit Typhus ansteckte.
Nach seinem Tod wurden einige seiner Materialien wegen Infektionsgefahr verbrannt, andere, darunter seine Erhebungsmaterialien zum Wolgadeutschen Sprachatlas, hatte er noch an seinen Nachfolger Andreas Dulson übergeben können. Vieles blieb jedoch verschollen.
Die Urteile gegen Dinges, Sinner und Synopalow wurden am 21. September 1964 vom regionalen Gericht Saratow aufgehoben.